# Spellcraft: Aspects of Valor
Spellcraft: Aspects of Valor är ett RPG-strategi-spel utvecklat av Asciiware och utgivet av Brøderbund. Spelet släpptes 1992 till MS-DOS och porterades 1993 till SNES.

## Handling
Spelets huvudperson Robert får ett brev från en släkting i England. Vid ankomsten till Stonehenge förflyttas han till Valoria, en magisk värld full av monster och trollkarlar. 

### Fotnoter
1. ↑  ”Spellcraft: Aspects of Valor” (på engelska). Mobygames. http://www.mobygames.com/game/dos/spellcraft-aspects-of-valor. Läst 14 maj 2014.